# Іпполіт Бабу
Іпполіт Бабу (фр. Hippolyte Babou; 24 лютого 1823, Пейріак-Мінервуа регіон Лангедок-Русійон — 21 жовтня 1878, Париж) — французький письменник, публіцист і літературний критик.
Строгий критик, сповнений дотепності і сатири, Бабу був співробітником багатьох журналів, в тому числі, Revue contemporaine, l'Athénaeum français і la Revue de Paris. Друкувався під псевдонімами Camille Lorrain і Jean-Sans-Peur.
Іпполітові Бабу належить назва збірки віршів «Квіти зла» французького поета символіста Шарля Бодлера, що виходив з 1857 по 1868 роки.
1860 року видав збірку надрукованих ним статей: «Lettres satiriques et cntiques» (1860); "Les Amoureux de M-me de Sévigné et les femmes vertueuses du grand siècle " (1862); «Les sensations d'un juré» (1875); «L'Homme а la lanterne» (1868) та ін.

## Вибрані твори
- Les Ephémérides de Molière, 1844
- La Vérité sur le cas de M. Champfleury, 1857
- Les Payens innocents, 1858
- Lettres satiriques et critiques, 1860
- Les Amoureux de Madame de Sévigné. Les femmes vertueuses du grand siècle, 1862
- L'Homme à la lanterne, par Jean-sans-Peur, 1868
- Montpensier, roi d'Espagne, 1868
- Les Sensations d'un juré : Vingt figures contemporaines, 1875
- Les Prisonniers du Deux-décembre, mes émotions, mes souvenirs, par Hippolyte Babou, 1876